# Aanslag op Crocus City Hall
De aanslag op Crocus City Hall op 22 maart 2024 was een terroristische aanslag in een concertzaal in de Russische stad Krasnogorsk in de regio Moskou, waarbij minstens 145 mensen zijn omgekomen en meer dan 551 gewonden vielen als gevolg van geweervuur en brandstichting. Het gebouw werd door de aanslag zwaar beschadigd. De verantwoordelijkheid voor de aanval werd opgeëist door de Afghaanse terreurgroep Islamitische Staat Khorasan.

## Verloop

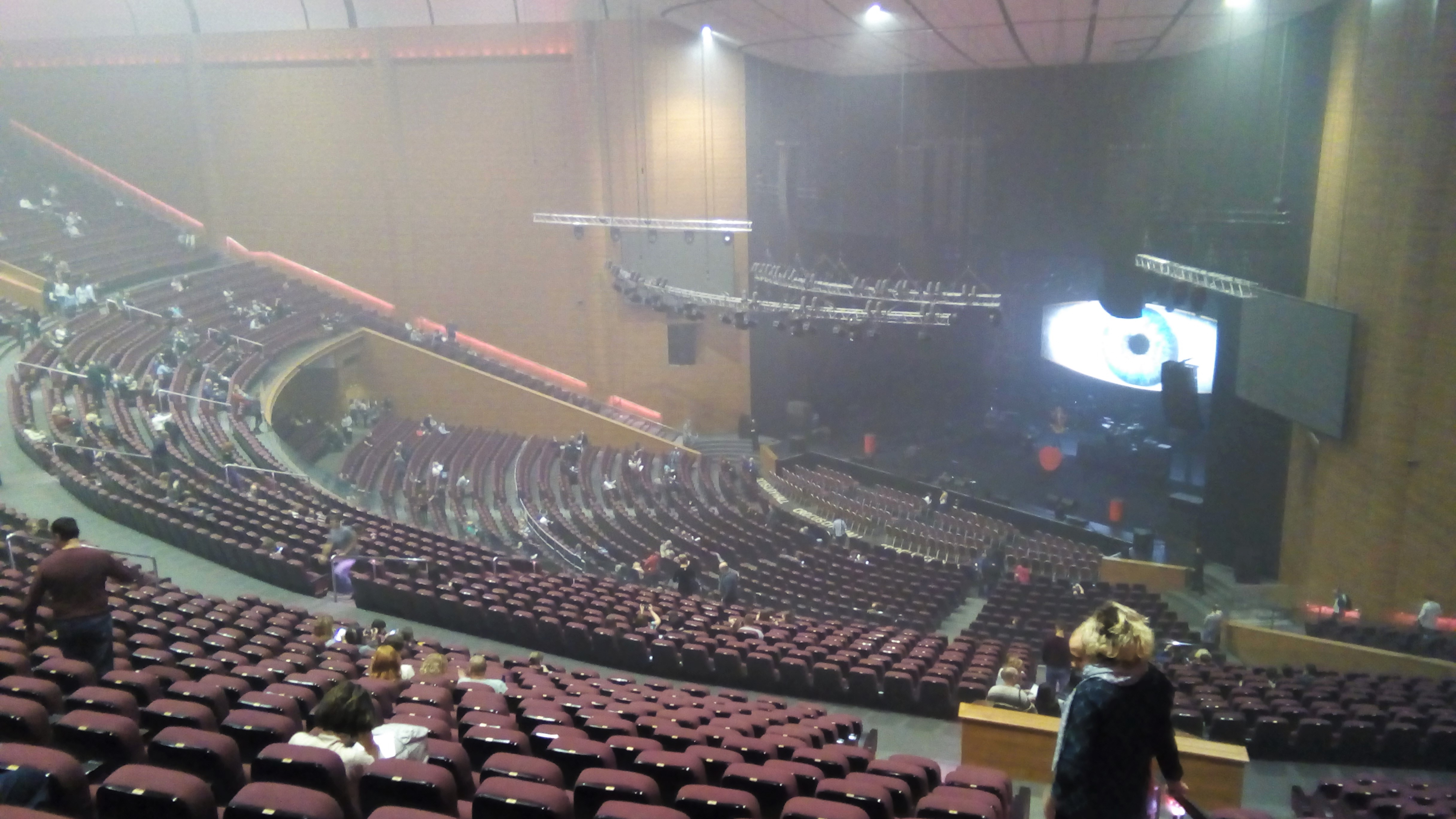
Concertzaal Crocus City Hall in 2019

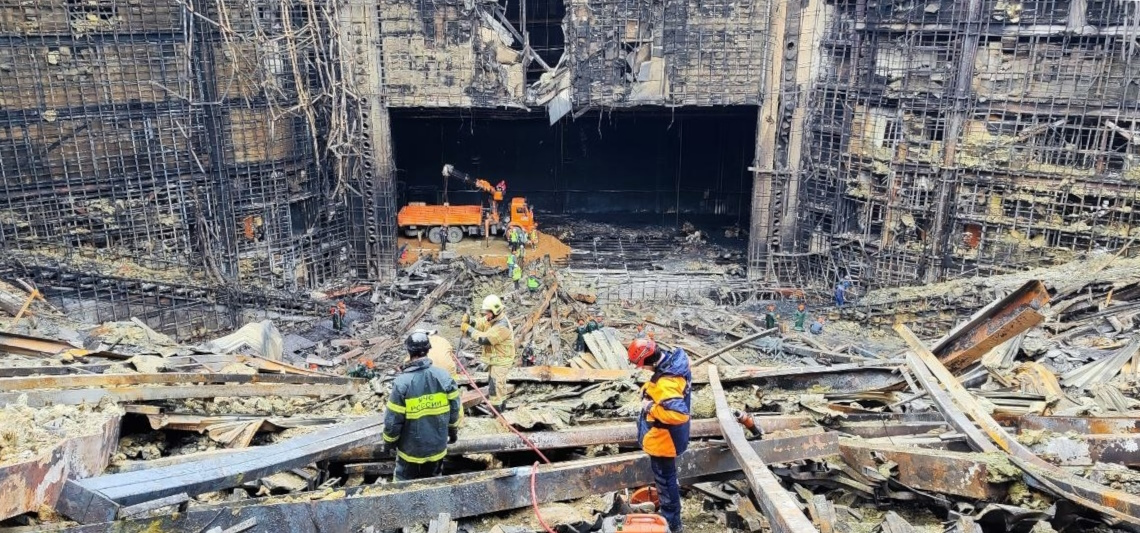
gevolgen van de brand (25 maart)

Op 22 maart 2024 was een uitverkocht concert van de Russische rockband Piknik gepland in de Crocus City Hall. Rond 20.00 uur lokale tijd drongen vier terroristen in camouflagekleding het gebouw binnen en openden het vuur met automatische wapens op bezoekers en personeel bij de entree en even later op concertgangers in de zaal. 
De schutters staken volgens getuigen met ontvlambare vloeistoffen de stoelen en gordijnen aan, waarna ze zich na 20 minuten via de vooringang uit de voeten maakten. Het vuur verspreidde zich tot een grote brand in het gebouw. Meerdere concertgangers die zich tijdens de schietpartij hadden verscholen, kwamen om het leven door verstikking als gevolg van de zware rookontwikkeling. 
De brandweer kreeg na enkele uren de brand onder controle, uiteindelijk was de volledige voorgevel verwoest en het dak ingestort. Russische autoriteiten spraken van 144 doden en ruim 550 gewonden.

## Verantwoordelijkheid
De terreuraanslag werd enkele uren later in een korte verklaring op het Telegram-kanaal van de persdienst Amaq opgeëist door Islamitische Staat Khorasan (ISIS-K of IS-K), de Afghaanse tak van de terreurbeweging Islamitische Staat (IS).
Islamitische Staatsstrijders vielen een grote bijeenkomst christenen aan in de stad Krasnogorsk aan de rand van de Russische hoofdstad Moskou, waarbij honderden mensen om het leven kwamen en gewond raakten en grote verwoestingen aanrichtten voordat ze zich veilig terugtrokken naar hun bases.— IS
Een dag later verspreidde Amaq een foto van de vier schutters en videobeelden van de aanslag, opgenomen door een bodycam van de aanvallers. ISIS-K bekritiseerde eerder het interventiebeleid van de Russische president Poetin in moslimgebieden waarbij zij verwezen naar gebeurtenissen zoals de Tweede Tsjetsjeense Oorlog en de Russische betrokkenheid in de Syrische Burgeroorlog. In 2022 verbeterde Poetin de betrekkingen met de Taliban in Afghanistan, die als vijanden worden beschouwd door ISIS-K.
Enkele vooraanstaande Russische functionarissen, onder wie hoofdredacteur Margarita Simonjan van Russia Today, oud-president Medvedev en FSB-directeur Aleksandr Bortnikov deden de claim van IS af als ongeloofwaardig. Zij suggereerden in plaats daarvan dat Oekraïne – waarmee Rusland in oorlog is – achter de aanslag zou zitten. De Oekraïense regering in Kiev ontkende dit geheel.
De Verenigde Staten hadden twee weken eerder hun bondgenoten en de Russische autoriteiten gewaarschuwd voor mogelijke aanslagen in Moskou door IS. Daarbij werd de Crocus City Hall specifiek genoemd. President Poetin wees de waarschuwingen drie dagen voor de aanslag nog laconiek af als provocaties en regelrechte chantage uit de westerse wereld met de bedoeling de Russische samenleving te intimideren en te destabiliseren.

## Daders

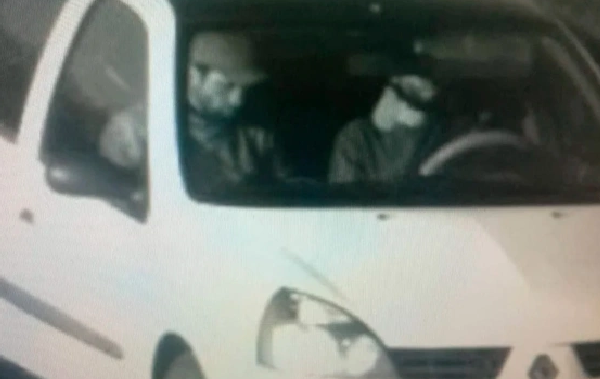
Vermeende daders van de aanslag volgens Russische autoriteiten, in een witte Renault Symbol

De ochtend na de aanslag kondigde de Russische veiligheidsdienst FSB aan dat 11 mensen waren gearresteerd in verband met de aanslag, waaronder vier die "rechtstreeks betrokken" waren. De vermeende schutters werden na een achtervolging gearresteerd in de buurt van het dorp Khatsun in de regio Brjansk, op zo'n 350 kilometer ten zuidwesten van Moskou en vlak bij de grens met Wit-Rusland en Oekraïne. In hun vluchtwagen, een witte Renault, werden wapens en Tadzjiekse paspoorten gevonden.
Op 25 maart werden vier hoofdverdachten officieel aangeklaagd voor terrorisme. Ze verschenen zwaar gehavend in een rechtszaal in Moskou. In Russische media gingen berichten en video's rond over martelingen tijdens hun verhoor. De rechtbank stelde dat de vier verdachten een bekentenis hadden afgelegd dat ze schuldig waren aan het bloedbad. Het is niet duidelijk onder welke omstandigheden die bekentenis zou zijn afgelegd.
De hoofdverdachten waren op dat moment tussen de 19 en 32 jaar en kwamen volgens Russische media uit Tadzjikistan. Wel zouden ze in Rusland woonachtig zijn. Volgens het Russische persagentschap Ria Novosti werkte een van hen bij een kapper in Ivanovo, een stad ten noordoosten van Moskou. Een andere verdachte had destijds een kind van acht maanden en werkte in een parketfabriek in Podolsk.

## Reacties
President Poetin hield de volgende dag in reactie op de aanslag een toespraak op de Russische televisie. Poetin sprak van een ‘barbaarse daad van internationale terroristen’. Hij zei ook dat de aanslagplegers na de aanval op weg waren gegaan naar Oekraïne en dat dat land hen wilde toelaten via een speciale corridor. Eerder was dat ook door Russische media beweerd. Deze claim was echter zonder enig bewijs en werd van Oekraïense zijde ontkend. Poetin liet in zijn toespraak geheel buiten beschouwing dat de aanslag op dat moment al was opgeëist door IS. Hij verklaarde verder nog dat alle betrokkenen van de aanval inmiddels waren gearresteerd en dat ze zouden worden gestraft. Ook kondigde de president een dag van nationale rouw af op 24 maart.

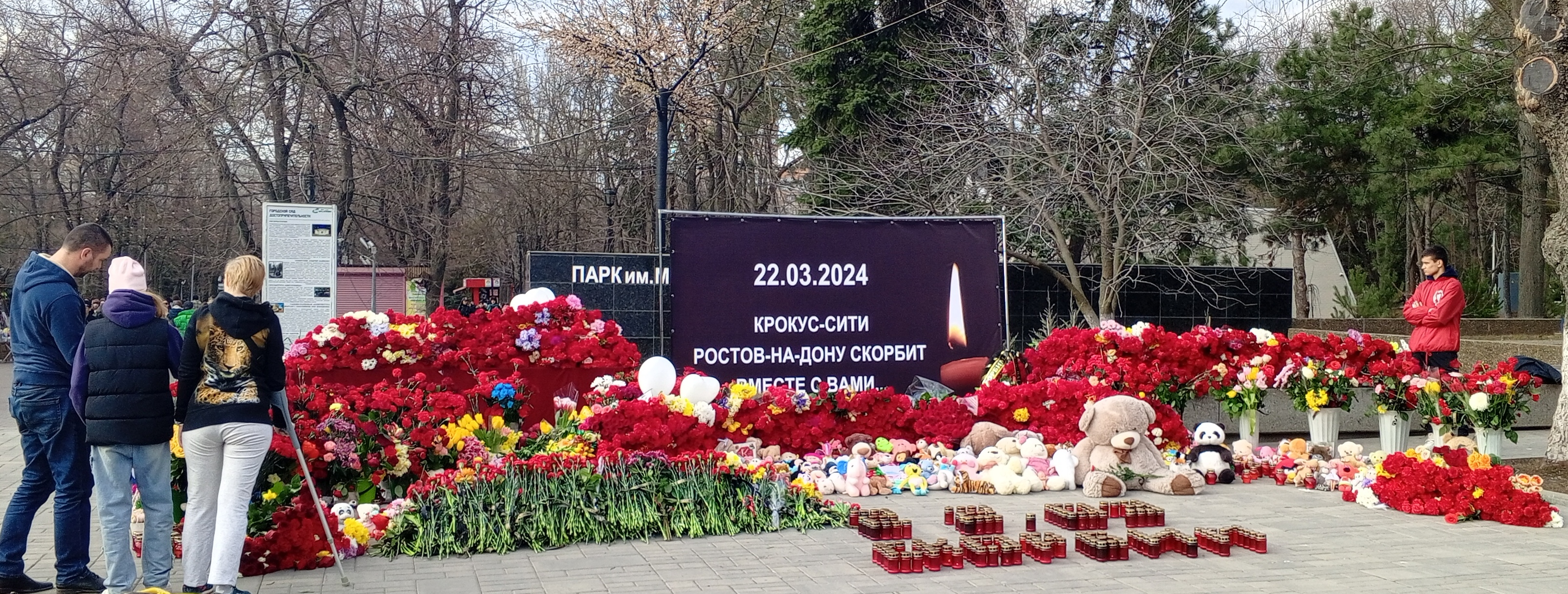
Rouwplechtigheid in Volgograd, 24 maart 2024

Drie dagen na de aanslag zei Poetin dat de aanval was gepleegd door radicale islamisten waarbij hij Oekraïne bleef beschuldigen van op een of andere manier betrokken te zijn bij de aanslag. Het hoofd van de Russische veiligheidsdienst FSB, Aleksandr Bortnikov, zei dat de radicale moslims de aanslag zelf hadden voorbereid, maar wel hulp hadden gekregen van onder meer Oekraïne, het Verenigd Koninkrijk en de Verenigde Staten. Bewijzen werden niet geleverd.
Op 26 maart 2024 verklaarde de Wit-Russische president Aleksandr Loekasjenko dat de vermeende daders eerst de grens met zijn land probeerden over te steken, maar werden tegenhouden door de strenge controles. Daarna vertrokken ze richting Russisch-Oekraïense grens.
Op 30 maart 2024 legden diplomaten uit ongeveer 130 landen, waaronder ambassadeurs van ‘onvriendelijke staten’ zoals de Verenigde Staten en landen van de Europese Unie, bloemen op de plaats van de aanslag.